# 존 보즈먼
존 니컬스 보즈먼(영어: John Nichols Boozman, 1950년 12월 10일 ~ )은 미국 공화당 소속의 정치인으로, 현 아칸소주 상원의원이다. 2011년 당선되어 2016년 재선에 성공했다. 지한파 의원들의 모임 '코리아 코커스'에 속해있다. 보즈먼 의원은 2017년 2월 도널드 트럼프 대통령과 같이 워싱턴 DC에서 열린 국가조찬기도회에 참석하였다.

## 역대 선거 결과
| 선거명        | 직책명                      | 대수  | 정당   | 득표율 | 득표수    | 결과 | 당락                   |
| ------------- | --------------------------- | ----- | ------ | ------ | --------- | ---- | ---------------------- |
| 2001년 재선거 | 하원의원 (아칸소 제3선거구) | 107대 | 공화당 | 55.55% | 52,894표  | 1위  | 아칸소주 하원의원 당선 |
| 2002년 선거   | 하원의원 (아칸소 제3선거구) | 108대 | 공화당 | 98.90% | 141,478표 | 1위  | 아칸소주 하원의원 당선 |
| 2004년 선거   | 하원의원 (아칸소 제3선거구) | 109대 | 공화당 | 59.47% | 160,833표 | 1위  | 아칸소주 하원의원 당선 |
| 2006년 선거   | 하원의원 (아칸소 제3선거구) | 110대 | 공화당 | 62.24% | 124,904표 | 1위  | 아칸소주 하원의원 당선 |
| 2008년 선거   | 하원의원 (아칸소 제3선거구) | 111대 | 공화당 | 78.53% | 215,196표 | 1위  | 아칸소주 하원의원 당선 |
| 2010년 선거   | 상원의원 (아칸소 제3부)     | 112대 | 공화당 | 57.90% | 451,618표 | 1위  | 아칸소주 상원의원 당선 |
| 2016년 선거   | 상원의원 (아칸소 제3부)     | 115대 | 공화당 | 59.77% | 661,984표 | 1위  | 아칸소주 상원의원 당선 |
| 2022년 선거   | 상원의원 (아칸소 제3부)     | 118대 | 공화당 | 65.73% | 592,437표 | 1위  | 아칸소주 상원의원 당선 |